# Protoxaea australis
Protoxaea australis (лат.) — вид перепончатокрылых насекомых из семейства андренид (Andrenidae). Распространён на юге центральной и на юго-западной Мексике — в штатах Герреро, Морелос и Пуэбла. Встречаются в нагорье под нижним уровнем сосновых лесов на юге центральной Мексики. Самки собирают пыльцу с кассии. Длина тела самцов 15—18 мм, длина переднего крыла 14—17 мм. Длина тела самок 16—18 мм, длина переднего крыла 15—16 мм.